# Paweł Swietozarow
Paweł Michajłowicz Swietozarow (ur. 1866, zm. 10 maja 1922) – rosyjski duchowny i święty prawosławny.

## Życiorys
Był synem prawosławnego diakona służącego we wsi Kartmazowo (gubernia włodzimierska). Ukończył Kijowską Akademię Duchowną i podjął pracę psalmisty w cerkwi w Kartmazowie. Zamierzał wstąpić do monasteru, jednak proboszcz parafii przy soborze Zmartwychwstania Pańskiego w Szui przekonał go, by ożenił się z jego córką i przejął po nim placówkę duszpasterską. Wkrótce po ślubie kobieta zmarła; ks. Swietozarow sam opiekował się dziećmi, jakie przyszły na świat w ich małżeństwie.
Do rewolucji październikowej duchowny pracował dodatkowo jako katecheta; po wprowadzeniu zakazu nauki religii w szkołach organizował katechezę w soborze w Szui. W 1919 został aresztowany pod zarzutem nieprzestrzegania postanowień Rady Komisarzy Ludowych. W 1921 ponownie spędził kilka miesięcy w więzieniu na polecenie Czeka. Kilkakrotnie był również zatrzymywany w związku z treścią głoszonych kazań.
15 marca 1922, w trakcie rządowej kampanii konfiskaty kosztowności cerkiewnych, wierni soboru w Szui czynnie przeciwstawili się wyniesieniu cennego wyposażenia ich świątyni. Doszło do zamieszek, w czasie pacyfikowania których padły cztery ofiary śmiertelne i 22 rannych.
Dwa dni po opisywanych wydarzenia ks. Swietozarow został aresztowany, zaś w kwietniu 1922, po procesie, jaki odbył się w Iwanowo-Wozniesiensku – skazany na śmierć przez rozstrzelanie. Wyrok został wykonany 10 maja 1922.
Kanonizowany w 2000 jako jeden z Soboru Świętych Nowomęczenników i Wyznawców Rosyjskich.